# لورانس جيمس مكنمارا
لورانس جيمس مكنمارا (بالإنجليزية: Lawrence James McNamara)‏ هو كاهن كاثوليكي أمريكي، ولد في 5 أغسطس 1928 في شيكاغو في الولايات المتحدة، وتوفي في 17 ديسمبر 2004.